# 讃岐国造
讃岐国造（さぬきのくにのみやつこ・さぬきこくぞう）は、後の令制国の讃岐国、現在の香川県を支配した国造。

## 日本書紀
『日本書紀』の履中天皇6年2月癸丑朔条には鮒魚磯別王の女太姫郎姫・高鶴郎姫の兄である鷲住王が讃岐国と阿波国の国造である脚咋別の二族の祖であると記されている。鷲住王は履中天皇の再三の召喚にも応じなかったと書かれており、地方では強大な権力を有していたと思われる。

## 先代旧事本紀
『先代旧事本紀』『国造本紀』によれば、応神天皇の御世に、景行天皇の子の神櫛王の3世孫の須賣保禮命を讃岐国造に定められたと記される。

## 続日本紀
『続日本後紀』延暦10年9月18日条に凡直千継の改姓申請が記されている。これには、凡直氏の祖先は星直氏といい、敏達天皇期に讃岐国造として「紗抜大押直」の姓を賜ったが、庚午年籍で「大押」を改め「凡直」となり、奈良時代には「讃岐直」や「凡直」となったとし、申請者の千継らは先祖の業により「讃岐公」への改姓が許可されたとある。

## 古語拾遺
『古語拾遺』天中の三神と氏祖系譜の条に手置帆負命が讃岐忌部の祖であることが書かれている。日神の石窟幽居の条に手置帆負命は天照大神が天の岩戸へお隠れになったとき、彦狭知命とともに天御量（あまつみはかり）を用い大小の峡谷の木を伐って瑞殿（みずのあらか）と御笠・矛・盾を造った神であると書かれている。この二柱の神の裔は紀伊国名草郡に在り、木を伐採する斎部は御木（みき）といい、殿を造営する斎部は麁香（あらか）といったと書かれている。また造祭祀具の斎部の条に紀伊國で採材・造殿の技術者として居住していた紀伊忌部の一派が矛竿製造のための材木を求めてその産地である讃岐国に住み着いたのが讃岐忌部のはじまりである旨の内容が書かれている。

## 播磨国風土記
『播磨国風土記』飾磨郡・漢部の里の条に、”漢部と称ふは讃岐国の漢人等到り来て此処に居りき。故、漢部と号けき。”と記されており、播磨国飾磨郡の開拓に讃岐国の渡来系氏族が大きくかかわっていることが窺える。
また印南郡の条には、神功皇后が崩御した仲哀天皇のための古墳築造のために、讃岐国の羽若の石を求めた物語が記されている。鷲ノ山周辺は凝灰岩質であり加工しやすい石材が採掘された場所であり、付近からは製作途中の刳抜式石棺が見つかっているほか、鷲ノ山産の刳抜式石棺は石清尾山古墳群をはじめとして香川県内のみならず大阪府でも発掘されている。

## 類聚国史
『類聚国史』天長四年（827年)正月甲申二十二日条に、佐伯直豊雄の先祖の大伴健日連は、景行天皇のときに倭武命にしたがって東国を平定し、その功勲によって讃岐国を賜わった。大伴健日連公の子、健持大連公の子、室屋大連公の第一男、御物宿爾の胤、倭胡連公は允恭天皇の御代に讃岐国造に任じられた、と記されている。